# 미야케촌 (오사카부 미시마군)
미야케촌(일본어: 三宅村)은 일본 오사카부 시마시모군·미시마군에 설치되었던 촌이다. 현재는 대체로 북부가 이바라키시, 남부가 셋쓰시의 일부가 되었다.

## 역사
- 1889년 4월 1일 - 정촌제 시행에 의해 시마시모군 미야케촌이 성립하였다.
- 1896년 4월 1일 - 군 통합에 의해 미시마군이 성립하여 소속이 변경되었다.
- 1957년 3월 30일 - 이바라키시에 편입해, 동일 미야케촌은 폐지되었다.

## 교통

### 철도
촌내에 남북으로 도카이도 본선이 거리, 남부의 오아자 오쓰보이에 센리오카역이 설치되어 있다.
한큐 교토 본선이 지나가고 있지만 역은 설치되어 있지 않았다. 

### 도로
촌의 서쪽끝 부근, 도카이도 본선 서쪽에 주요 지방도인 오사카 타카쓰키 교토선이 지나고 있다.
이바라키시 및 미시마정에 편입된 후 1966년 3월, 구촌 지역인 쓰루노와 우노베의 북쪽 끝 부근을 통과하는 주요 지방도 오사카 주오 순환선이 개통되었다. 그 후 병행하여 긴키 자동차도(1970년 개통)와 오사카 모노레일 본선(1990년 부분 개통, 1997년 카도마시 연장)이 정비되어 구촌 지역의 쓰루노 부근에 셋쓰키타 인터체인지와 셋쓰역, 우노베 부근에 우노베역(개업 당시에는 이바라키역)이 설치되어 있다

## 참고문헌
- 『角川日本地名大辞典 27 大阪府』（同辞典編纂委員会、竹内理三編、角川書店、1991年）
- 摂津市史編さん委員会 編『摂津市史』摂津市役所、1977年3月31日。NDLJP:9573794。